# 蘇阿雷斯 (托利馬省)

蘇阿雷斯（西班牙語：Suárez），是哥倫比亞的城鎮，位於該國中西部托利馬省，始建於1696年8月23日，距離伊瓦格60公里，面積194平方公里，海拔高度290米，2005年人口4,519，人口密度每平方公里23.29人。